# Nagroda im. Vincenta van Gogha
Nagroda im. Vincenta van Gogha (ang. The Vincent van Gogh Biennial Award for Contemporary Art in Europe lub The Vincent Award) - przyznawana co dwa lata europejskiemu artyście, który w ocenie jury "będzie miał znaczący i trwały wpływ na sztukę współczesną". Nagrodę ustanowiła rodzinna fundacja The Broere Charitable Foundation dla upamiętnienia przyjaciółki rodziny Monique Zajfen. Nominowani artyści wystawiają swoje prace w Stedelijk Museum w Amsterdamie, zaś zwycięzca otrzymuje 50 000 euro. Od 2008 r. przyznawana jest również nagroda publiczności w wysokości 5 000 euro.
Laureaci nagrody:
- 2000: Eija-Liisa Ahtila
- 2002: Neo Rauch
- 2004: Paweł Althamer
- 2006: Wilhelm Sasnal
- 2008: Deimantas Narkevicius, nagroda publiczności: Francis Alÿs